# Kościół św. Andrzeja w Luqa
Kościół św. Andrzeja (malt. Il-knisja ta Sant' Andrija, ang. Church of St Andrew) – jest to rzymskokatolicki kościół parafialny w Luqa na Malcie.

## Początki
Pierwsze wzmianki o kaplicy św. Andrzeja w Luqa pochodzą z 1492; budynek nie był wtedy w dobrym stanie. Nowy kościół został zbudowany w latach 1539–1542.
W roku 1575, wizytator Stolicy Apostolskiej, biskup Pietro Dusina zapisał w raporcie z wizytacji, że kościół św. Andrzeja jest głównym kościołem w tej miejscowości, choć nie było tam księdza, który udzielałby sakramentów świętych. Dodał też, że w głównym ołtarzu nie ma obrazu tytularnego. W konsekwencji, zarządził namalowanie takowego i zainstalowanie go na miejscu. W raporcie wspomniane też było, że kościół posiada dwa boczne ołtarze, jeden poświęcony Chrystusowi Zbawicielowi, drugi Matce Bożej. Obraz w pierwszym przedstawiał Transfigurację Jezusa, oraz św. Pawła Apostoła, św. Rocha i św. Sebastiana. Dusina zaznaczył, że w ołtarzu Matki Bożej nie było obrazu, więc tego samego roku zlecono jego wykonanie, z przedstawieniem Narodzenia Maryi Panny, lecz później zmieniono temat na Narodzenie Jezusa. W roku 1600 po raz pierwszy wzmiankowano obraz w głównym ołtarzu; jego autorem był Filippo Dingli, a przedstawiał on Matkę Bożą, św. Andrzeja i św. Pawła. W roku 1607 rozpoczęto odprawianie w kościele mszy świętych w każdą niedzielę i święto.

## Ustanowienie parafii
W roku 1634 Luqa zostaje wydzielona z dotychczasowej parafii w Bir Miftuh jako samodzielna parafia, 15 maja tego roku ksiądz Agostino Cassia obejmuje parafię jako jej pierwszy proboszcz.
W tym samym roku zdecydowano o zbudowaniu nowego kościoła parafialnego, rozpoczynając jego budowę  w miejscu cmentarza oraz kaplic: św. Juliana, św. Antoniego Opata oraz Nawiedzenia.

## Nowy kościół

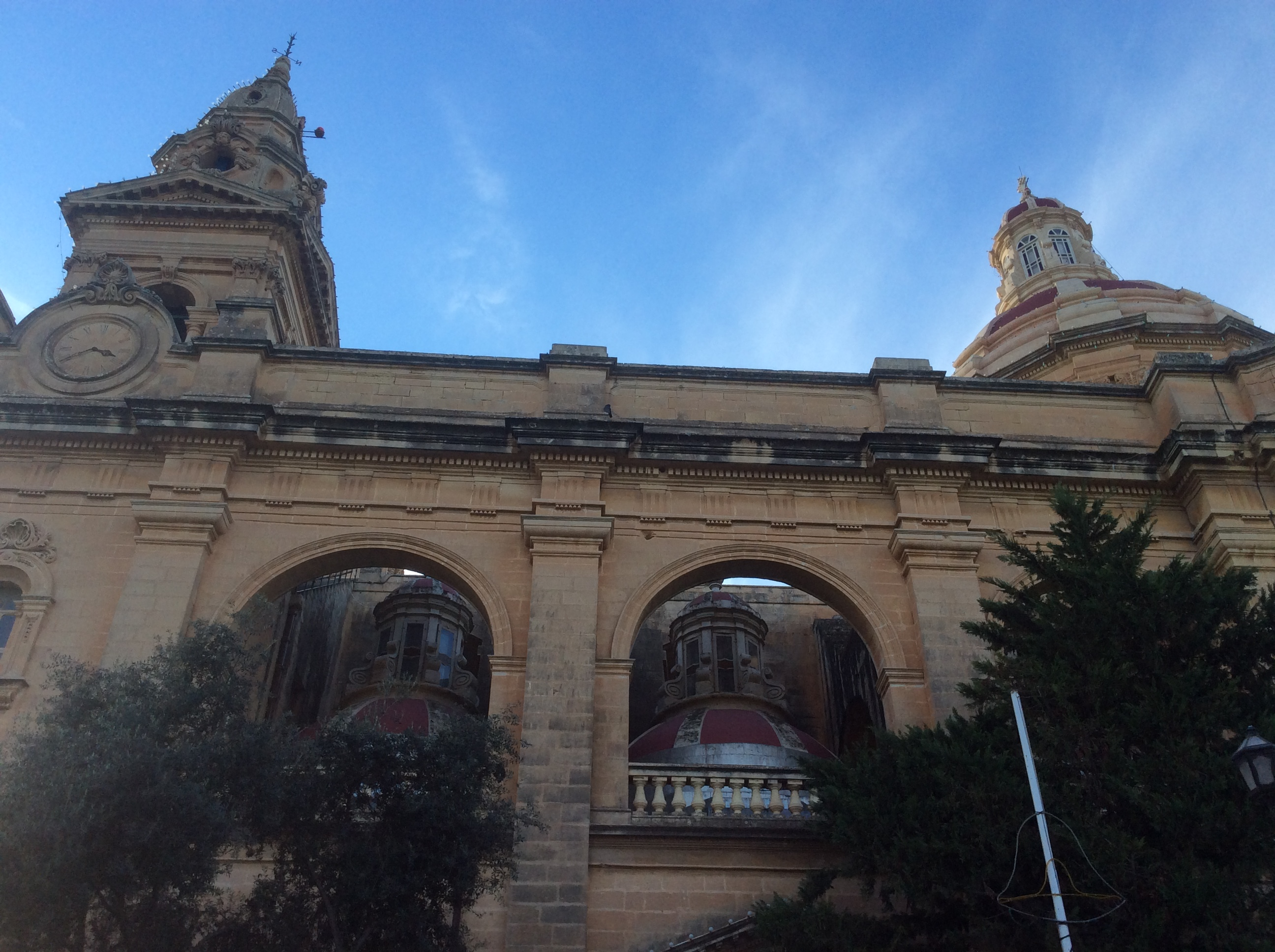
Widok kościoła z boku

Architektura istniejącego do dziś kościoła inspirowana była konkatedrą św. Jana w Valletcie, z częścią zewnętrzną w stylu manierystycznym oraz z barokowym wnętrzem. Jego budowę rozpoczęto w 1634, według projektu księdza Giulju (Juliusa) Muscata.
9 listopada 1636 biskup Balaguer wizytował kościół i po raz pierwszy w tym kościele udzielił sakramentu bierzmowania. W dniu tym biskup zachęcał wiernych z Luqa do ciężkiej pracy przy budowie nowego kościoła parafialnego. W roku 1643 wykonany został przez Ludovico La Salę, i umieszczony w kościele, nowy obraz tytularny św. Andrzeja.
W roku 1644 ukończone zostało prezbiterium, dwie kaplice, kopuła oraz część transeptu. Zanotowano, że biskup Balaguer odwiedził w tym roku parafię powtórnie. W roku 1654 ukończony został pierwszy, poświęcony św. Łukaszowi, ołtarz w pasie po lewej stronie. Nazwa miejscowości (Luqa) pochodzi właśnie od imienia Łukasz w języku maltańskim.
W 1655 Stefano Erardi namalował obraz Narodzenie Jezusa. W 1665 budynek kościoła został prawie ukończony, choć brakowało jeszcze rzeźb oraz dzwonnic. Organy zainstalowano w 1667. W 1669 Mattia Preti namalował dla kościoła obraz Wniebowzięcie NMP; w 1687 ten sam artysta wykonał nowy obraz tytularny dla kościoła, przedstawiający Męczeństwo św. Andrzeja.

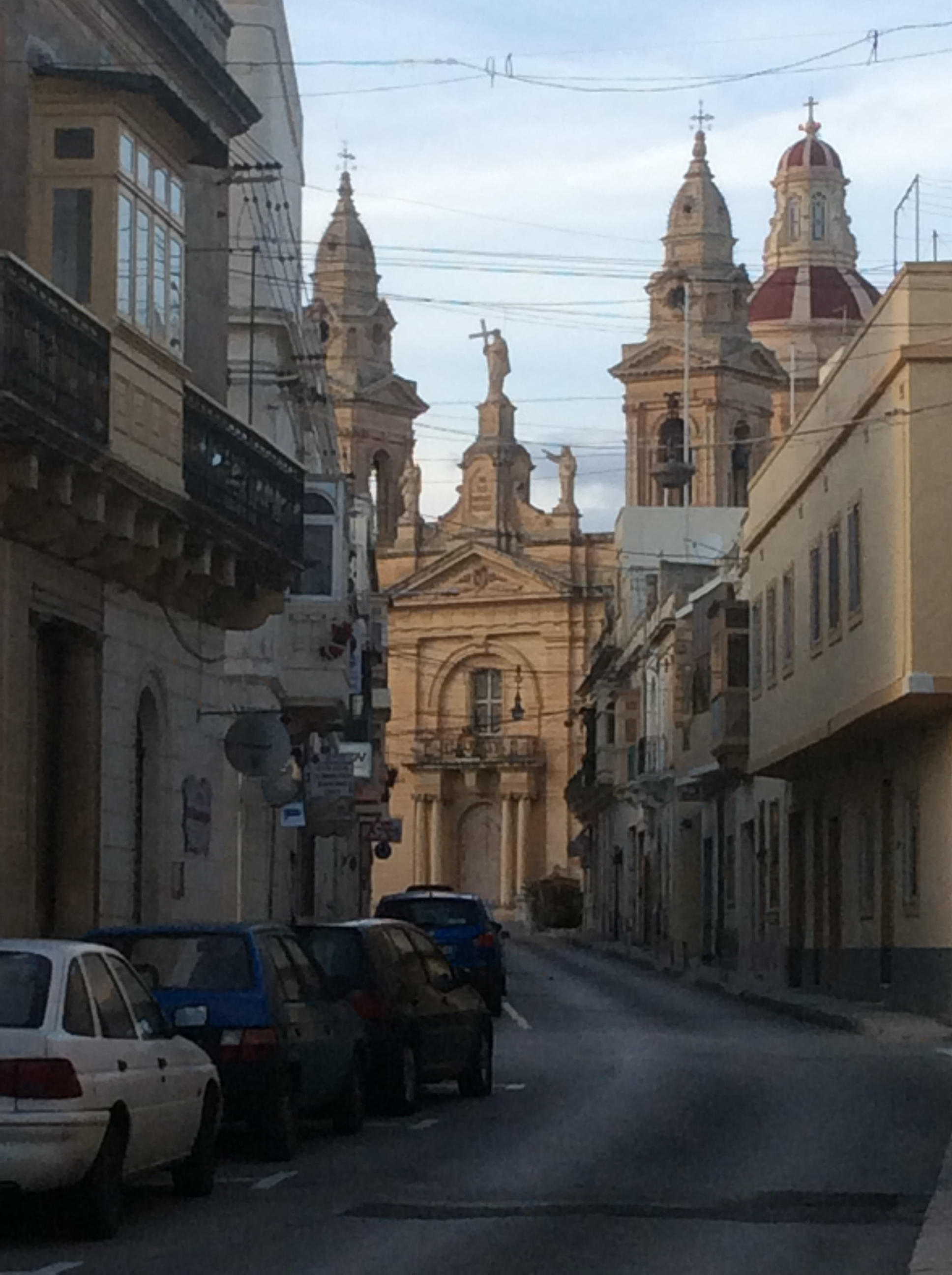
Kościół św. Andrzeja widziany z głębi Triq Dun Pawl

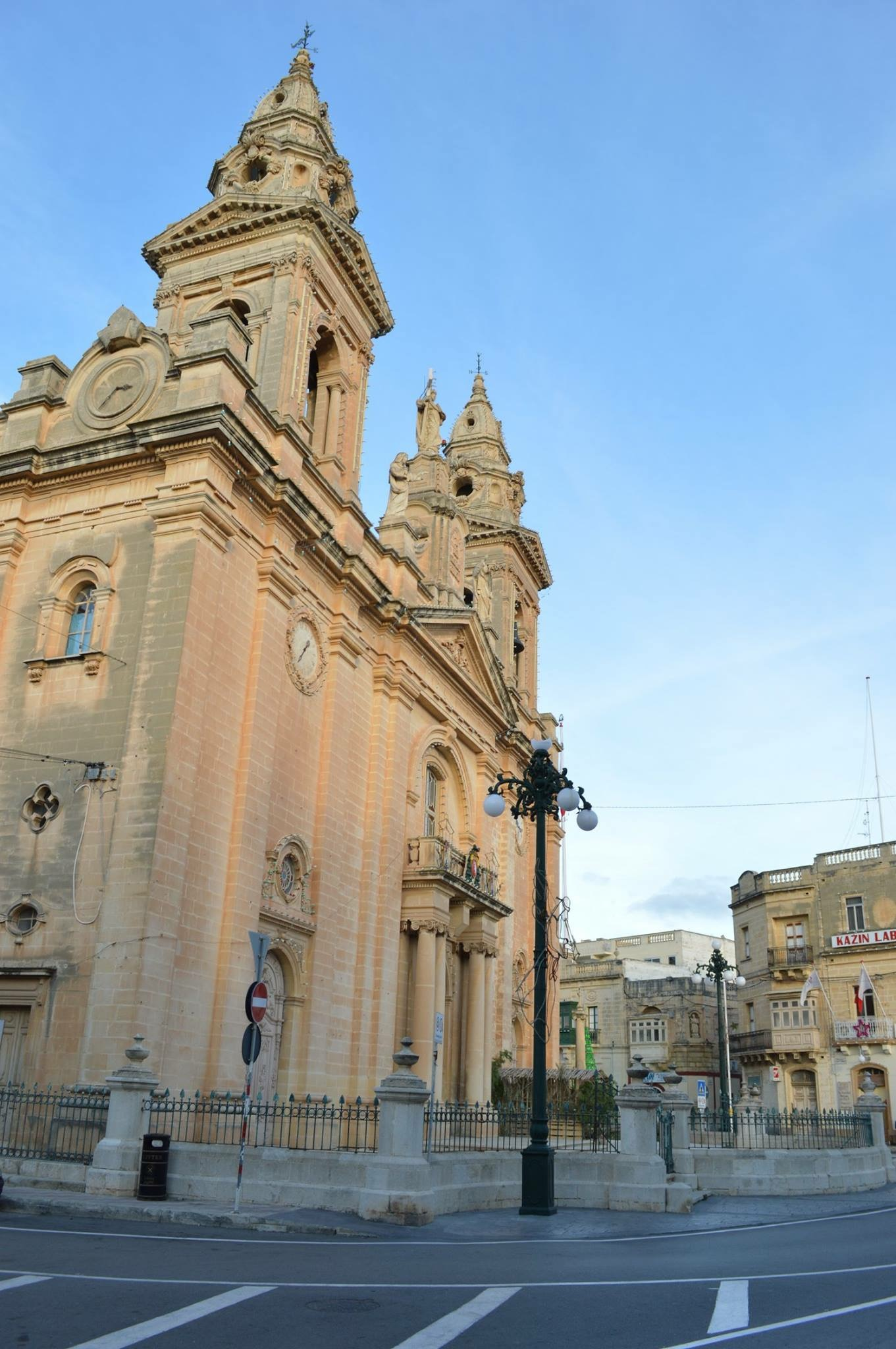

W 1691 prezbiterium kościoła otrzymało barokowy wygląd. Prace, prowadzone są przez Giuseppe Casanovę, trwały przez następny rok. Dwie dzwonnice, do projektu Lorenzo Gafy, powstały w 1699. W 1757 ukończona zostaje ambona w kościele. Została wyrzeźbiona w drewnie przez Pietru Salibę. W 1779 Giuseppe Scolaro wykonał z drewna tytularną statuę św. Andrzeja.
Nowy kościół został konsekrowany przez biskupa Vincenzo Labiniego 7 grudnia 1783. W 1785, na zlecenie biskupa Labiniego zainstalowane zostały stacje drogi krzyżowej. Co więcej, ten sam biskup zamówił nowe organy do kościoła, które zostały przywiezione z Neapolu w 1792. Kiedy w 1813 wioskę dotknęła epidemia dżumy, na zewnątrz kościoła ustawiono cztery nowe figury.

## Zniszczenia wojenne
W latach 1901–1910 kościół został znów powiększony, lecz został niemal doszczętnie zniszczony w wyniku wrogich bombardowań podczas II wojny światowej. Było to wynikiem bardzo bliskiego położenia lotniska. Hugh Braun, w swojej książce, wydanej w 1946, Works of Art in Malta, Losses and Survivals in the War, tak opisuje zniszczenia kościoła:

Kościół parafialny św. Andrzeja, pochodzący z 1650 roku, jest kompletnym wrakiem. Nie ma całej północnej strony, zawaliła się kopuła i dachy, a północno-zachodnia wieża została rozłupana i wysadzona; ogromne przypory z kamiennego gruzu spiętrzyły się, próbując uchronić ją przed zawaleniem, ale trzeba będzie ją całkowicie rozebrać i odbudować. Otoczony ruinami, wrak tego pomnika prezentuje szczególnie inspirujące widowisko; odbudowanie go będzie bardzo długim i kosztownym zadaniem.

Świątynia została odbudowana ze zniszczeń wojennych w latach 1945–1954; projekt nadzorował architekt Indri Micallef, a nad wykonawstwem czuwał mistrz murarski Ġeraldu Spiteri. Arcybiskup Mikiel Gonzi powtórnie konsekrował kościół 26 września 1962.

## Architektura zewnętrzna
Fasada kościoła ma kształt prostokąta, z centralnie umieszczonym wejściem, znajdującym się pomiędzy dwoma parami podwójnych pilastrów, podtrzymującymi fronton. Drzwi wejściowe są dodatkowo otoczone parą kolumn z każdej strony, które podtrzymują otwarty balkon umieszczony w łuku, w którym mieści się pionowe prostokątne okno. Centralna zatoka zwieńczona jest frontonem, nad którym znajdują się trzy posągi. Po każdej stronie, nad bocznymi drzwiami, prowadzącymi do naw bocznych, znajduje się dzwonnica, podtrzymywana przez dwa pilastry. Nad każdymi bocznymi drzwiami umieszczona jest mała rozeta i zegar. Ściana na poziomie parapetu jest dekorowana pasmem tryglifów. Dzwonnice są bogato rzeźbione i kontrastują z dość prostą fasadą. Niezwykłą cechą jest fakt, że dzwonnice nie są umieszczone tuż przy rogu, ale dalej w kierunku środka.

## Ochrona dziedzictwa kulturalnego
26 sierpnia 2011 Malta Environment and Planning Authority uznała kościół parafialny św. Andrzeja w Luqa jako zabytek 1. klasy (informacja rządowa nr 782).
Budynek kościoła został umieszczony 27 grudnia 2013 na liście National Inventory of the Cultural Property of the Maltese Islands pod numerem 1983.